# Sporobolus fourcadei
Sporobolus fourcadei är en gräsart som beskrevs av Sydney Margaret Stent. Sporobolus fourcadei ingår i släktet droppgräs, och familjen gräs. Inga underarter finns listade i Catalogue of Life.